# Монголосфера
Монголосфера (Монголия, Великая Монголия, Большая Монголия; монг. Даяар Монгол?, ᠳᠠᠶᠠᠭᠠᠷ
ᠮᠣᠨᠭᠭᠣᠯ?; бур. Даяр Монгол; калм. Дәяр Моңһл) — историко-географическая область, населенная этническими монголами.
Монголосфера может трактоваться по-разному: В историко-географическом смысле включать только Государство Монголию и в той или иной степени Внутреннюю Монголию (монголосфера в узком смысле слова), добавлять к ней территории России (Бурятию, Калмыкию, Туву и Республику Алтай) и другие монгольские территории, включенные в КНР, где сохранилось значительное монгольское население, в первую очередь в Синьцзяне, Цинхае. В социальном смысле монголосфера (монгольский мир) охватывает диаспоры (в США, на Тайване и др.).
Люди монголосферы в различной степени придерживаются традиционной монгольской культуры, и говорят на одном из нескольких монгольских языков. За исключением Государства Монголия, монголы теперь стали одной из форм меньшинств в большинстве из этих регионов.

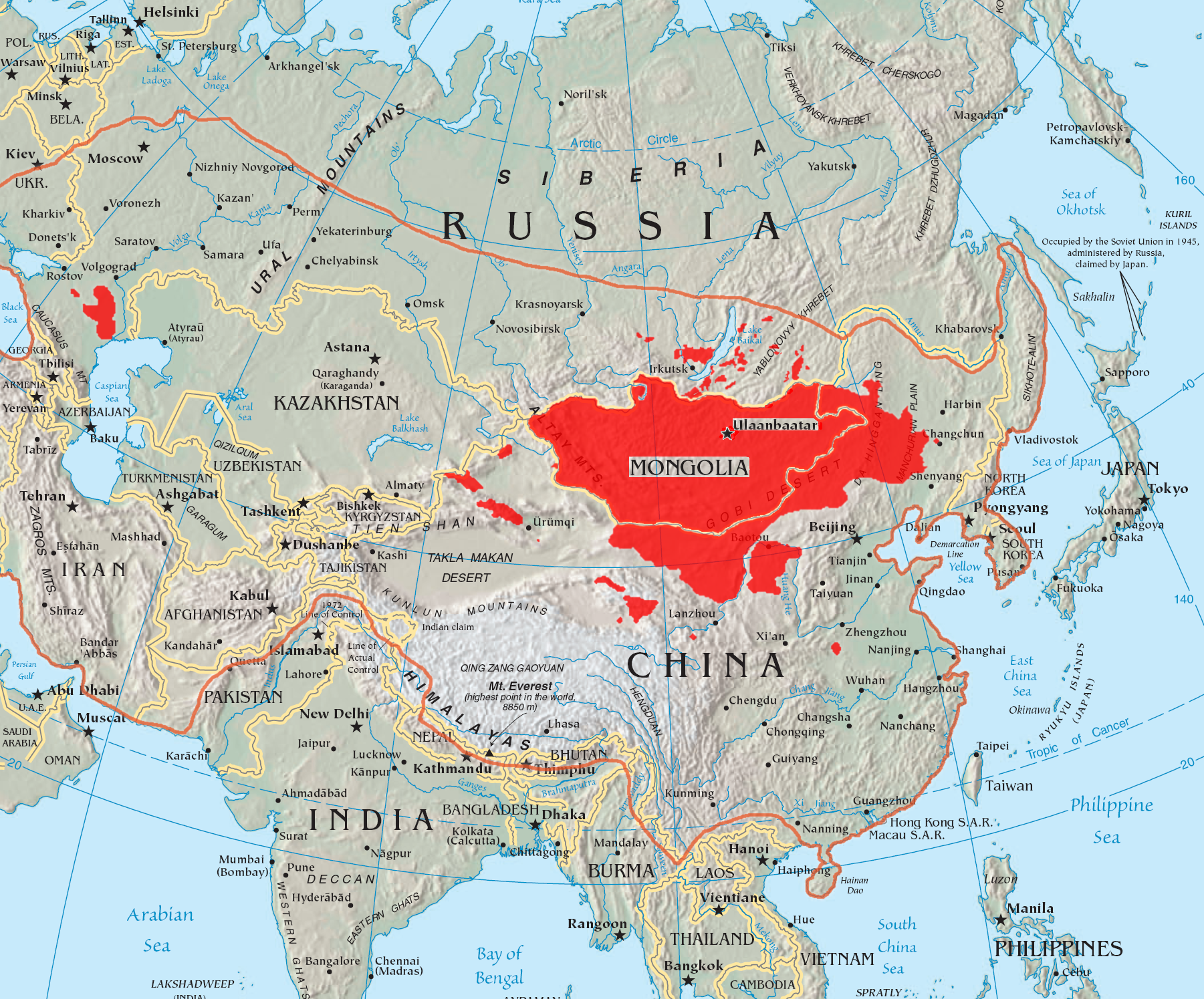
Красный цвет показывает места со значительным количеством этнических монголов, оранжевым показана граница Монгольской империи (ок. 1260 года)